# De bergen van de waanzin
De bergen van de waanzin (originele titel At the Mountains of Madness) is een kort verhaal/novelle van de Amerikaanse horrorschrijver H.P. Lovecraft.
Lovecraft schreef het verhaal in 1931 voor het tijdschrift Weird Tales, maar dat verwierp het omdat het te lang zou zijn. De eerste publicatie vond plaats in het tijdschrift Astounding Stories, van februari tot april 1936.

## Inhoud
Het verhaal wordt verteld in de eerste persoon door geoloog William Dyer, een professor aan de Miskatonic University. Hij hoopt met zijn verhaal een geplande expeditie naar Antarctica tegen te houden daar hij bang is voor wat men daar zal ontdekken.
In zijn verhaal vertelt hij van een eerdere expeditie waar hij zelf deel van uitmaakte. Bij deze expeditie ontdekte een van de teams een nog onbekende bergketen, mogelijk hoger dan de Himalaya. In deze bergen werden de lichamen van veertien tot dusver onbekende en vermoedelijk voorhistorische levensvormen ontdekt. Bij onderzoek blijkt dat deze wezens al veel verder geëvolueerd waren dan mogelijk zou moeten zijn gezien de tijdsperiode waarin ze leefden.
Een dag na de ontdekking verliest het tweede team, waar Dyer bij zit, radiocontact met het hoofdteam bij de bergketen. Wanneer Dyer en zijn team op onderzoek uitgaan, ontdekken ze een ravage in het kamp; alle aanwezige mensen en honden zijn afgeslacht. De levensvormen zijn weg. Dyer maakt samen met een student genaamd Danforth een vliegtocht over de bergen in de hoop overlevenden te vinden. Aan de andere kant van de bergen stuiten ze echter op een kolossale stad.
De rest van het verhaal behandelt de verkenningstocht die Dyer en Danforth door deze stad maken. De stad is schijnbaar geheel verlaten, maar uit aanwijzingen blijkt dat hij al miljoenen jaren oud moet zijn. Langzaam wordt duidelijk dat de wezens waarvan het hoofdteam de lijken had gevonden de bouwers van deze stad waren. Zij waren tevens de scheppers van een ander ras genaamd de Shoggoth, die voor hen zware arbeid moesten verrichten maar zich uiteindelijk tegen hun meesters keerden. Er zijn aanwijzingen dat de wezens zelfs verantwoordelijk waren voor het ontstaan van de eerste aardse levensvormen en de evolutie in gang hebben gezet. Uiteindelijk blijkt de stad toch niet verlaten; in een ondergrondse tunnel lopen de twee mannen een Shoggoth tegen het lijf. Ze kunnen ternauwernood ontkomen en met hun vliegtuig de stad verlaten. Wanneer Danfort na het opstijgen nog een laatste blik op de stad werpt, ziet hij iets waardoor hij zijn verstand verliest. Hij weigert om iemand te vertellen wat hij gezien heeft, zelfs aan Dyler. Voor Dyler is het echter een teken dat de stad mogelijk een nog groter geheim verbergt dat men beter met rust kan laten.

## Inspiratie
Lovecraft had van jongs af aan al interesse in verkenningstochten naar Antarctica. Op zijn 9e schreef hij bijvoorbeeld al het verhaal "Several yarns" na het lezen van W. Clark Russells boek The Frozen Pirate. In de jaren 20 was Antarctica een van de laatste gebieden op aarde waarvan grote delen nog nooit door mensen waren verkend. De eerste verkenningstocht naar Antarctica werd ondernomen door Richard Evelyn Byrd in 1928 – 1930, kort voordat Lovecraft zijn verhaal schreef. Lovecraft refereert in zijn brieven dan ook herhaaldelijk aan deze expeditie. De expeditie uit De Bergen van de Waanzin is grotendeels gemodelleerd naar die van Byrd.
Een literaire inspiratiebron voor De Bergen van de Waanzin was mogelijk Edgar Allan Poe's roman The Narrative of Arthur Gordon Pym of Nantucket, waarvan een deel zich afspeelt in Antarctica. Lovecraft citeert tweemaal Poe’s verhaal in zijn tekst. Een andere inspiratiebron was mogelijk Edgar Rice Burroughs' At the Earth's Core (1914).
Lovecrafts eigen verhaal "The Nameless City" (1921), dat ook draait om een oude stad gebouwd door een ras dat bestond voor de mens op aarde verscheen, kan gezien worden als een voorloper van De Bergen van de Waanzin.

## Connecties met andere Lovecraft-verhalen
- De shoggoths kwamen eerder al voor in "The Shadow Over Innsmouth" (1931), "The Thing on the Doorstep" (1933), en "The Haunter of the Dark" (1935)
- De Elder Things kwamen komen ook voor in "The Dreams in the Witch House" en "The Shadow Out of Time".
- In de ruïnes in de stad worden onder andere de komst van Cthulhu naar de aarde en het zinken van de stad R'lyeh beschreven.
- Aan het eind van het verhaal legt Danforth een link tussen wat hij in de stad heeft gezien en "Yog-Sothoth" en "The Colour Out of Space".

## Bewerkingen
- In 2006 maakte de H. P. Lovecraft Historical Society een hoorspel gebaseerd op het boek, getiteld Dark Adventure Radio Theatre: At the Mountains of Madness.
- Alexander Hacke, Danielle de Picciotto en The Tiger Lillies maakten een muzikale bewerking van het verhaal.
- In 2010 maakte I. N. J. Culbard een striproman gebaseerd op het boek.
- Plannen voor een verfilming bestaan sinds 2006. Regisseur Guillermo del Toro en scenarioschrijver Matthew Robbins schreven voor Warner Bros. een script, maar de productie is tot op heden nog niet op gang gekomen.